# Будинок купця О.І. Козачка
Будинок у стилі модерн зведений орієнтовно у кінці ХІХ — на початку ХХ ст. на тодішній вулиці Петровській. Розташований вздовж вулиці на червоній лінії забудови.

## Історія
До Другої світової війни, за деякими даними, у будівлі розміщувався Кременчуцький міський відділ НКВС. Після війни тут певний час був міський Дім піонерів, а після відкриття госпіталю інвалідів Великої Вітчизняної війни — поліклініка госпіталю. Зараз у будівлі знаходиться департамент охорони здоров'я Кременчуцької міської ради.

## Будівля
Будинок прямокутний у плані, цегляний, двоповерховий з півпідвальним поверхом,  тинькований, пофарбований, на невисокому цоколі. Дах чотирисхилий, критий бляхою.